# Asterix and the Power of the Gods
Asterix and the Power of the Gods (franska: Astérix et le pouvoir des dieux) är ett plattformsspel från 1995, utgivet till Sega Mega Drive och baserad på seriefiguren Asterix.

## Handling
Spelet utspelar sig i Gallien där gallernas ledare, Vercingetorix, besegrades av Julius Caesar och hans romerska armé. Skölden förlorades till romarna, och Asterix måste återta dem. Asterix kan springa och hoppa, samt dela ut slag.